# چاتانوگا ولی (جورجیا)
چاتانوگا ولی (به انگلیسی: Chattanooga Valley) یک منطقهٔ مسکونی در ایالات متحده آمریکا است که در شهرستان واکر، جورجیا واقع شده‌است. چاتانوگا ولی ۱۹٫۵ کیلومتر مربع مساحت و ۳٬۸۴۶ نفر جمعیت دارد و ۲۲۷ متر بالاتر از سطح دریا واقع شده‌است.